# Rockcliffe
Rockcliffe är en by och en civil parish i Cumbria, England. Orten har 733 invånare (2001). Den har en kyrka.